# Соколовський Сергій Михайлович

## Життєпис
Сергій Михайлович Соколовський, який народився 24 червня 1860 року у Вологді, Російська імперія, і помер 1 травня 1927 року у Рославлі, був відомим археологом, краєзнавцем і колекціонером. Він заснував Рославльський природничо-історичний музей.
Соколовський розпочав свою кар'єру у службі Вологодського поштово-телеграфного округу у 1880 році. Згодом його було звільнено з політичних причин. Потім він працював техніком у Вологодській міській управі. Переїхавши на Україну, він приєднався до Полтавського губернського земства.
1896 року Соколовський емігрував до США, де заснував колекцію морської фауни, передавши її пізніше до школи у місті Сан-Бернардіно.
У 1902 році він переїхав до Рославля і працював техніком повітового земства до 1918 року. У вільний час він почав досліджувати Рославльський повіт. Протягом 1902—1927 років Соколовський провів археологічні дослідження у різних місцях, включаючи річки Стометь, Іпуть, Вороніна, Остра та частково Десна. Він розкопав 147 курганів, 18 городищ та кілька могильників. Соколовський також співпрацював зі Смоленською губернською вченою архівною комісією та склав археологічну карту Рославльського повіту у 1918 році.
Він був членом Товариства вивчення Смоленської губернії та жертвував історичні предмети музею М. К. Тенішева. 1918 року його призначили уповноваженим художньо-археологічного підвідділу ВНО Західної області по Рославльському повіту.
У 1918 році Соколовський заснував «Товариство вивчення краю» в Рославлі і створив природничо-історичний музей. Музей включав археологічну та мінералогічну колекції Соколовського, хоча експозиція була доступна для відвідувачів лише через два роки через відсутність музейного обладнання.
Соколовський був завідувачем і зберігачем музею, а також автором багатьох науково-популярних статей у газеті «Комуніст». Він також підготував кілька своїх робіт, виданих у частковій формі Я. Лявданським. Соколовський залишався завідуючим музеєм до своєї смерті у 1927 році, після чого музею було присвоєно його ім'я..